# George Caridia
George Caridia (n. 20 februarie 1869, Kolkata, India Britanică – d. 21 aprilie 1937, Londra, Anglia, Regatul Unit) a fost un jucător de tenis britanic, medaliat olimpic. A participat la 2 ediții ale Jocurilor Olimpice (1908, 1912) în care a câștigat două medalii de argint.